# 野村浩
野村 浩（のむら ひろし、1969年〈昭和44年〉 - ）は、日本の写真家、美術作家。

## 略歴
- 1969年、静岡県生まれ。
- 1993年、東京藝術大学美術学部油画科卒業
- 1995年、東京藝術大学大学院美術研究科油画専攻修了
- キヤノン・写真新世紀 第1回(1992年)、第2回(1993年)公募優秀賞受賞。[1]

## 経歴
個展
- 1997年「THE GENESIS OF THE EXDORA WORLD」Taka Ishii Gallery 東京
- 2008年「目印商品展」LOGOS GALLERY 東京
- 2012年「EYES—真夏の昼の夢」POETIC SCAPE 東京
- 2013年「エキスドラ　ララララ…」POETIC SCAPE 東京
- 2015年「Invisible Ink」POETIC SCAPE 東京

グループ展
- 2012年『PHOTOESPANA 2012 Asia Serendipity」スペイン
- 2013年「Zomertentoonstelling」Galerie Ramakers オランダ
- 2015年「＜写真＞見えるもの/見えないもの #2」東京藝術大学大学美術館陳列館　東京

## 写真集
- 2007年「EYES」赤々舎
- 2008年「EYES WATER COLORS」マッチアンドカンパニー
- 2010年「SLASH」N/T WORKS
- 2013年「エキスドラ　ララララ…」EXDORA BOOKS